# Agbogho Mmuo

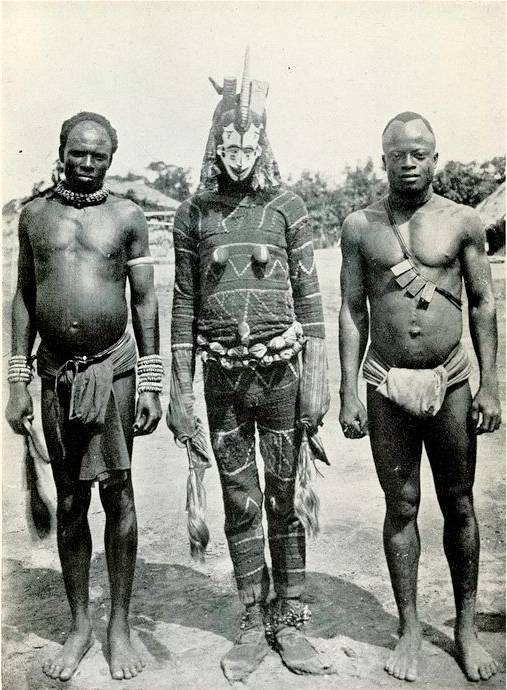
Um Agbogho Mmuo e seus dois assistentes

Agbogho Mmuo, ou Espíritos Virgens são espetáculos anuais encenados durante a estação seca na região de Nri-Awka no norte do território tradicional dos ibos. Encenados estritamente por homens com máscaras, imitam o caráter das adolescentes, exagerando a beleza e movimentos das meninas. O espetáculo é sempre acompanhado por músicos que cantam e tocam em homenagem a virgens temporais e espirituais.
O espetáculo apresentam uma imagem ideal das meninas ibos. Este ideal é composto pela pequenez de características de uma jovem e a brancura de sua pele, que é uma indicação de que a máscara é um espírito. Esta brancura é criada usando uma substância de giz utilizadas para a marcação do corpo ritualmente em ambos, África Ocidental e na Diáspora africana. A substância calcária é usada formalmente no design uli, criado e exibido na pele das mulheres ibos. A maioria é máscara espírito de solteira, são decoradas com representações de pentes de cabelo, e outros objetos, modelada após penteados cerimoniais do final do século 19. Estes estilos de cabelo, incluem penteados elaborados e onde cristas pretende acrescentar beleza à máscara.

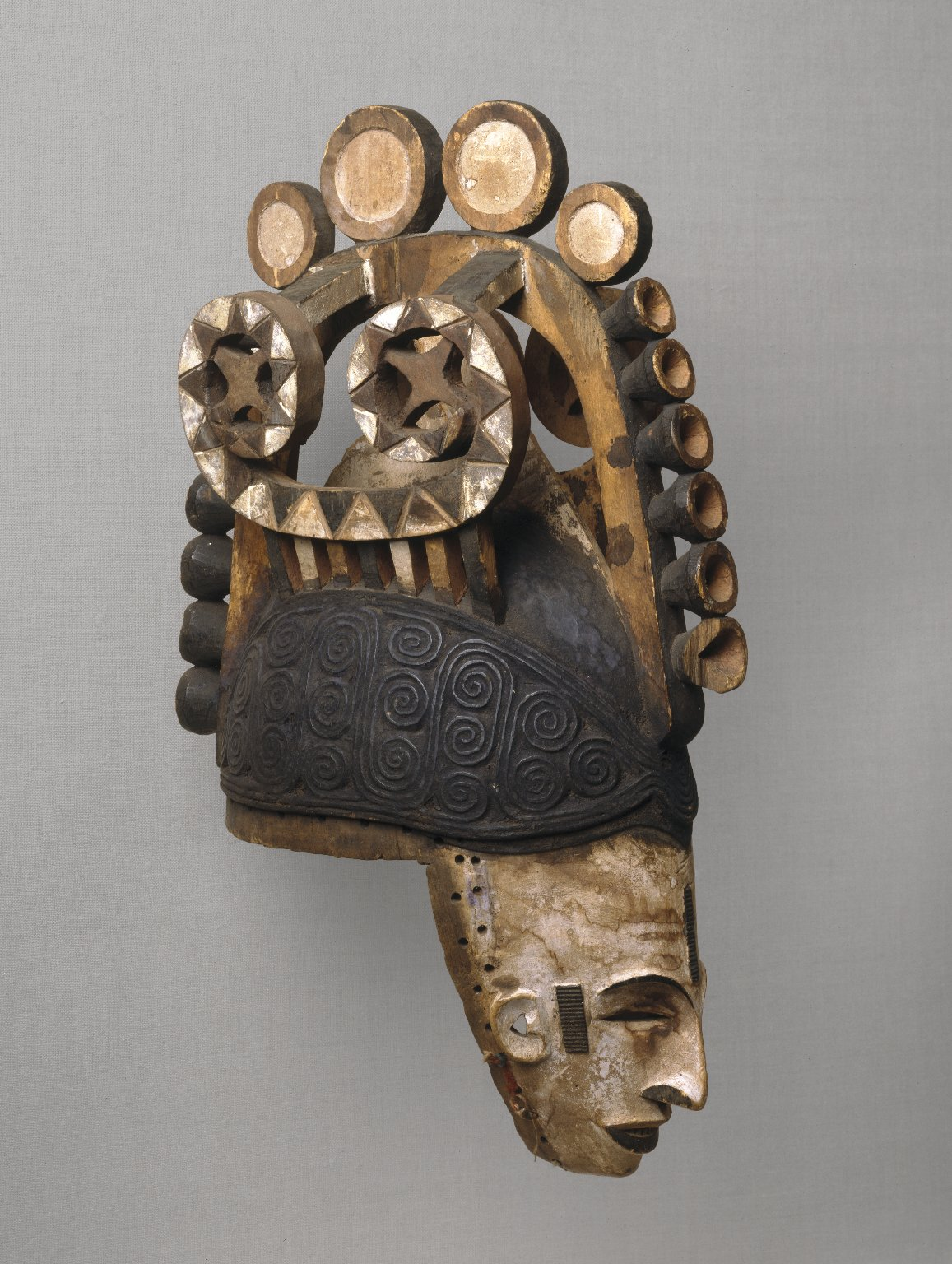
Máscara de Maiden Spirit de Agbogho Mmuo

Este estilo de arte é destaque no livro Purple Hibiscus escrito por Chimamanda Ngozi Adichie.